# Peter Stauber
Peter Stauber (* 15. April 1953 in Lavamünd) ist ein österreichischer Politiker (SPÖ).

## Leben
Von 1972 bis 1974 war Peter Stauber Postbeamter, anschließend besuchte er die PÄDAK. Von 1977 bis 1997 war er als Hauptschullehrer tätig.
Er ist verheiratet und hat drei erwachsene Kinder. Sein Sohn Oliver ist Mitgründer der Sektion ohne Namen (SPÖ).

## Politischer Werdegang
Von 1974 bis 1977 war er Obmann der Sozialistischen Studenten an der PÄDAK und 1988 Obmann der SPÖ-Sektion Eitweg–Gemmersdorf. 1991 wurde er Erster Vizebürgermeister von St. Andrä. Seit 1997 ist er Stadtparteiobmann von St. Andrä, Bezirkspartei-Obmannstellvertreter und Bürgermeister von St. Andrä. Nach der Nationalratswahl 2006 zog er als Abgeordneter in den Nationalrat ein. Bei den Bürgermeisterwahlen 2009 und 2015 wurde er wiedergewählt.
Dem Parlament gehörte Stauber von 2006 bis 2013 an. 2020 folgte ihm Maria Knauder (SPÖ) als Bürgermeisterin von St. Andrä nach.

## Auszeichnungen
- 2020: Großes Goldenes Ehrenzeichen des Landes Kärnten[5]